# Aegla jujuyana
Aegla jujuyana es una especie de decápodo aéglido integrante del género Aegla, cuyos miembros son denominados comúnmente cangrejos tanque, cangrejos pancora, cangrejos de agua dulce, falsos cangrejos o cucarachas de río. Este crustáceo habita en aguas dulces del centro-sur de América del Sur.

## Taxonomía
Esta especie fue descrita originalmente en el año 1942 por el biólogo carcinólogo estadounidense Waldo LaSalle Schmitt.
Localidad y ejemplares tipo
Fue descrita con ejemplares provenientes del río Chico, en la provincia de Jujuy, Argentina. El holotipo es un macho etiquetado como el MACN 16237, colectado por A. Pozzi y A. Zotta en noviembre de 1925. Los paratipos son 3 machos y una hembra, todos de la misma localidad.

## Distribución y hábitat
Este cangrejo habita en el fondo de arroyos y ríos de agua dulce. Se distribuye de manera endémica en el noroeste de la Argentina, en las provincias de Jujuy y Salta.
Jujuy
- Río Chico, río Grande en Reyes, río Perico del Carmen, río Tilcara, río Santa Bárbara, río María Mercedes (Sauzal), río Palma Sola (1200 m s. n. m.) y río Huasamayo.

Salta
- Arroyo Paco (Urundel), cerro San Lorenzo, Yakulita.

## Características y costumbres
Es un cangrejo con longitudes promedios en los machos de 21,75 mm y en las hembras 20,75 mm.
La especie más similar es A. sanlorenzo, con la cual comparte un rostro alargado, un caparazón provisto de largas espinas anterolaterales y la forma de los quelípodos, pero es posible separarla porque A. sanlorenzo exhibe espinas notables en el caparazón y en los periópodos, además de presentar una aguda espina córnea en la cresta palmar.
En parte de su geonemia es simpátrica con A. humahuaca, de la cual es posible distinguirla por la forma de las manos, la ausencia de cresta palmar, y la cresta carpal obsoleta.